# Eörsi Mátyás
Eörsi Mátyás (Budapest, 1954. november 24. –) magyar politikus, 1990-től 2010-ig szabaddemokrata országgyűlési képviselő, 2002–2009 között az Európa Tanács Parlamenti Közgyűlése liberális frakciójának vezetője. A magyar kormány 2009. március 6-án Eörsit jelölte az Európa Tanács főtitkári posztjára. 2012-től a Demokratikus Koalíció tagja.

## Tanulmányai
1973-ban érettségizett a budapesti Kossuth Zsuzsa Gimnáziumban, majd az egyéves sorkatonai szolgálat teljesítése után megkezdte tanulmányait az Eötvös Loránd Tudományegyetem Jogtudományi Karán, ahol 1979-ben szerzett jogi doktorátust.

## Jogászi pályafutása
Eörsi a diploma megszerzése után egy magyar külkereskedelmi állami vállalat jogtanácsosa lett. 1987-ben létrehozta az Eörsi & Társai ügyvédi irodát, amely nemzetközi kereskedelemre szakosodott. A cégben  tulajdonostársa volt Bauer Miklós.
Bár Eörsi Mátyás főállású politikus, választottbíróként is aktívan bíráskodott a Magyar Kereskedelmi és Iparkamara mellett működő Választottbíróságon.

## Politikai pályafutása
Eörsi 1988-ban az egyik első magyarországi demokratikus párt, a liberális Szabad Demokraták Szövetsége (SZDSZ) egyik alapítója volt. Részt vett 1989-ben az Ellenzéki Kerekasztal (EKA) képviseletében az ún. Nemzeti Kerekasztal Tárgyalásokon, amelynek keretében kommunista párt és a frissen létrejött ellenzéke tárgyalt a demokratikus átmenet szabályairól. Egy évvel később, az ún. négyigenes népszavazáson az Országos Választási Bizottság tagja volt.
Az 1990-es országgyűlési választáson országgyűlési képviselővé választották. 1991-ben rövid ideig az SZDSZ egyik ügyvivője volt. Az 1994-es országgyűlési választáson ismét mandátumot szerzett (melyet 1998-ban, 2002-ben és 2006-ban megismétel). 1994-től 1997-ig az Országgyűlés külügyi bizottságának elnöke lett. 1997-ben a Horn-kormány külügyminisztériumi politikai államtitkárává nevezték ki. 1998-tól 1999-ig pártja frakcióvezető-helyettese volt. 2001-ben újra a párt egyik ügyvivőjévé választották. 2002 és 2006 között a külügyi bizottság alelnökeként dolgozott (ekkor frakcióvezető-helyettes is volt), ill. 2004-ben, Magyarország EU-s csatlakozása után az Országgyűlés EU-ügyek bizottságának az elnökévé is megválasztották, ezt a pozíciót 2010-ig töltötte be. 2007-2008-ban az SZDSZ frakcióvezetője volt. A 2010-es országgyűlési választáson nem indult, majd a választás utáni revízió során nem újította meg párttagságát.
1997-ben a Liberális Internacionálé egyik alelnökévé, illetve 2002-ben az Európa Tanács Parlamenti Közgyűlése liberális csoportjának (melynek 1994-ben lett tagja) elnökévé választották. Itt munkája elsősorban a demokratikus átmenetek és a demokratikus intézmények kialakítására kívánt koncentrálni. Több országban működött közre választási megfigyelőként, illetve szakértőként. Munkája során több fontosabb jelentése született, például a 2004-ben kiadott Ciprussal foglalkozó jelentése és a 2006-os balkáni jelentése
Eörsi vezette a strasbourgi székhelyű Európa Tanács harmincfős megfigyelő csoportját több alkalommal a grúziai parlamenti és elnökválasztásokon, valamint a 2010-es ukrán elnökválasztás mindkét fordulójában.
2012. január végén belépett a DK-ba.
Hivatásos politikai pályafutását követően az NDI (National Democratic Institute for International Affairs) részére dolgozott Jordániában és Líbiában (2011), majd 2012-ben a berlini Democracy Reporting International-nál (DRI). 2013-ban a vilniuszi székhelyű Parliamentary Forum for Democracy főtitkára. 2014-től Varsóban a Community of Democracies főtitkári tanácsadója, majd ugyanitt 2013-tól feladata kiegészült az Adminisztráció, Pénzügyek és HR ügyek vezetőjének feladataival. Az EBESZ megbízásából 2017-ben a Cseh Köztársaságban, 2019-ben a Moldovai Köztársaságban a parlamenti választásokat megfigyelő nemzetközi missziójának vezetője.

## Családja
Szekuláris zsidó családban született. Nagyanyja Hajdú Ernőné Auer Fanni szociáldemokrata politikus, édesapja pedig Eörsi Gyula jogász, tanszékvezető egyetemi tanár, a Rákosi-korszak polgári jogi ideológusa, aki az 1956-os forradalom elfojtásában játszott kulcsszerepet. Később az ELTE rektora volt. Nagybátyja Eörsi István Kossuth-díjas író volt. Felesége Jemnitz Katalin, biológus, a Magyar Tudományos Akadémia Kémiai Kutató Intézetében eltöltött közel 40 évet követően a Solvo biotech cégnél dolgozik. Két fiú- és egy leánygyermekük született.